# لادا
لادا (به روسی: Лада) نشان تجاری شرکت خودروسازی آوتوواز، روسیه است. لادا محصول مشترک سرمایه‌گذاری دولت‌های ایتالیا (به‌طور انحصاری فیات) و اتحاد جماهیر شوروی سوسیالیستی در ژوئیه ۱۹۶۵ میلادی می‌باشد. در آن زمان لادا از روی فیات ۱۲۴ نسخه‌برداری کرد. برند لادا در سال ۱۹۷۰ رونمایی شد. نشان لادا منظره قایق تندروی بادبانی در رود ولگا است.
شرکت لادا در حال حاضر زیرمجموعه‌ای از گروه خودروسازی رنو است. از جمله محصولات تولید شده توسط لادا، می‌توان به لادا پریورا، لادا کالینا، لادا نادژدا، لادا ریوا، لادا سامارا و لادا ترینیدا اشاره کرد.
در سال 1993 ، TTS ، که در سال 1992 توسط Vyacheslav Zubarev تاسیس شد ، با AvtoVAZ قرارداد امضا کرد. در سال 1995 ، اولین مرکز کامل خودرو LADA در شهر Naberezhnye Chelny افتتاح شد و تحویل مستقیم از کارخانه خودرو را آغاز کرد. در سال 1995 ، یک دفتر در کازان افتتاح شد. تا سال 1997 ، اتومبیل ها از Naberezhnye Chelny رانده می شدند. بعد از حمل و نقل با راه آهن

## تاریخچه
|                                                 |  |  |
| یک عدد فیات ۱۲۴ آبی و یک لادای ۱۲۰۰ قرمز گوجه‌ای |  |  |

مقاله‌ای در سال ۱۹۶۷ در فاینانشال تایمز نوشت:
برنامه‌ریزان شوروی تصریح کرده‌اند که قصد ندارند مدل مصرف‌گرایی برنامه‌ریزی‌شده دیترویت را تقلید کنند به همین دلیل مدل‌های روسی فیات ۱۲۴ ممکن است تا اواخر دهه ۱۹۷۰ هم تولید شوند.
اولین لادا که از ۱۹۷۰ تا ۲۰۱۲ به عنوان نسخه اصلی تولید می‌شد نسخه شورویزه شده فیات ۱۲۴ ایتالیا بود که پیش از آن در لینگاتو متولد شده بود. از نظر تبلیغات تاریخی نکات مشترک بسیاری بین ترابانت و فیات ۱۲۴ به عنوان خودروهای مردمی یا خودروهای خلق وجود داشت اما از نظر فنی لادا همان فیات ۱۲۴ بود به استثنای ۹۰۰ تغییر ظریف. معرفی فیات ۱۲۴ دقیقاً مشابه ترابانت انجام شد با استفاده از همان افراد سفیدپوش دانشمندنما در تبلیغات گسترده. در نگاه اول متوجه تفاوت لادا و فیات۱۲۴ نمی‌شویم اما موتور آن ۱ سی‌سی بزرگتر شد و ضخامت بدنه فولادی بیشتر شد که بیشتر به خاطر شرایط سخت آب و هوایی و آسفالت‌های خراب روسیه بود.

### چرا فیات ۱۲۴
در دهه ۱۹۶۰ در ایالات متحده برای هر ۲٫۷ نفر یک خودرو و در شوروی برای هر ۲۳۸ نفر یک خودرو وجود داشت که این رقم تولید در کل در ۱۹۶۵ برای آمریکا ۹ میلیون و ۳۰۰هزار خودرو و برای روسیه کمتر از ۲۵۰هزار خودرو بود. تا پیش از تولید لادا، تعداد خودرو در شوروی محدود بود و عمدتاً به تولید زاپوروژتس محدود می‌شد. لئونید برژنف همچون نیکلای کووال مجبور به مذاکره با مقامات فولکس واگن (میراث اسمی باقی مانده از آلمان نازی، مطالعه بیشتر:روز پیروزی (۹ مه)) و مقامات ایالات متحده آمریکا در دهه ۱۹۶۰ در اوج جنگ سرد شد تا اینکه نهایتاً در ۱۹۶۶ قراردادی با مدیر عامل فیات ایتالیا بسته شد که برای شوروی کارخانه‌ای با ظرفیت ۲۰۰۰ خودرو در روز الزاماً نسخه شورویزه شده فیات ۱۲۴ را بسازند؛ که شد کارخانه آوتوواز در تولیاتی که در همه جا به خانه لادا شناخته شد.
فیات از ۱۹۵۷ تا ۱۹۷۵ تعداد ۳ میلیون و ۶۰۰هزار نسخه فیات ۵۰۰ یا چینکوئه‌چنتو ارزان تولید کرده بود از اینرو به عنوان خودرویی مردمی و ارزان‌قیمت امپراتوری خودروسازی ایتالیا را در دست داشت اما مردمی‌ترین خودرو فیات در جهان، ۱۲۴ و مشتقات لادایی آن شدند. ماشین‌های ایتالیایی آن زمان از جمله فیات ۱۲۴ به دو چیز مشهور بودند: با مقاومت پایین بدنه مثل آسپیرین در آب باران حل می‌شدند و رانندگی لذت‌بخش از این رو تعداد کمی از این خودرو که کولر نداشت تا امروز سالم باقی مانده‌است.
یکی از مهم‌ترین دلایل این بود که ۴۰ سال پیش از آن یعنی در ۱۹۲۶ فیات قطعات آماده مونتاژ کامیون به شوروی می‌فروخت. همچنین گفته شد که فیات ۱۲۴ به دلیل سادگی و استفاده کاربردی برای شوروی سوسیالیستی مناسب بود. در دهه ۱۹۶۰ ایتالیا جزء کشورهای غیرکمونیستی بود که بیشترین تعداد کمونیست را داشت و با نام گروه تروریستی بریگاد سرخ که در کارگاه‌های پرسکاری فیات به وجود آمده و در تمام صنایع رخنه کرده بودند شهرت داشت از جمله کارخانه لاستیک پیرلی و کارخانه وسایل برقی مانیتی مارلی. تا دهه ۷۰ اعضای بریگاد سرخ از سازمان جاسوسی شوروی پول گرفته و کارفرماها را به قتل می‌رساندند و در کارخانه‌ها آتش‌سوزی و اعتصاب می‌شد؛ ۳۰ نفر از کارمندان فیات به جرم فعالیت‌های تروریستی زندانی شدند. خانواده آنیلی صاحب فیات همیشه در معرض خطر ترور بودند و گفته شده بود که فرو ریختن فیات به معنی فرو ریختن ایتالیا است از اینرو دربارهٔ قرارداد همواره این گمان وجود داشته‌است که هدفی به غیر از سادگی وجود داشته همچون خوشنودی کارگران فیات یا خوشنودی شوروی از فیات و مسئولانش در صورت پیروزی در ایتالیا.
در آوریل ۱۹۷۰ اولین ماشین لادا از خط تولید بیرون آمد که دقیقاً مصادف با صدسالگی تولد ولادیمیر لنین بود.

### لادای ریوا

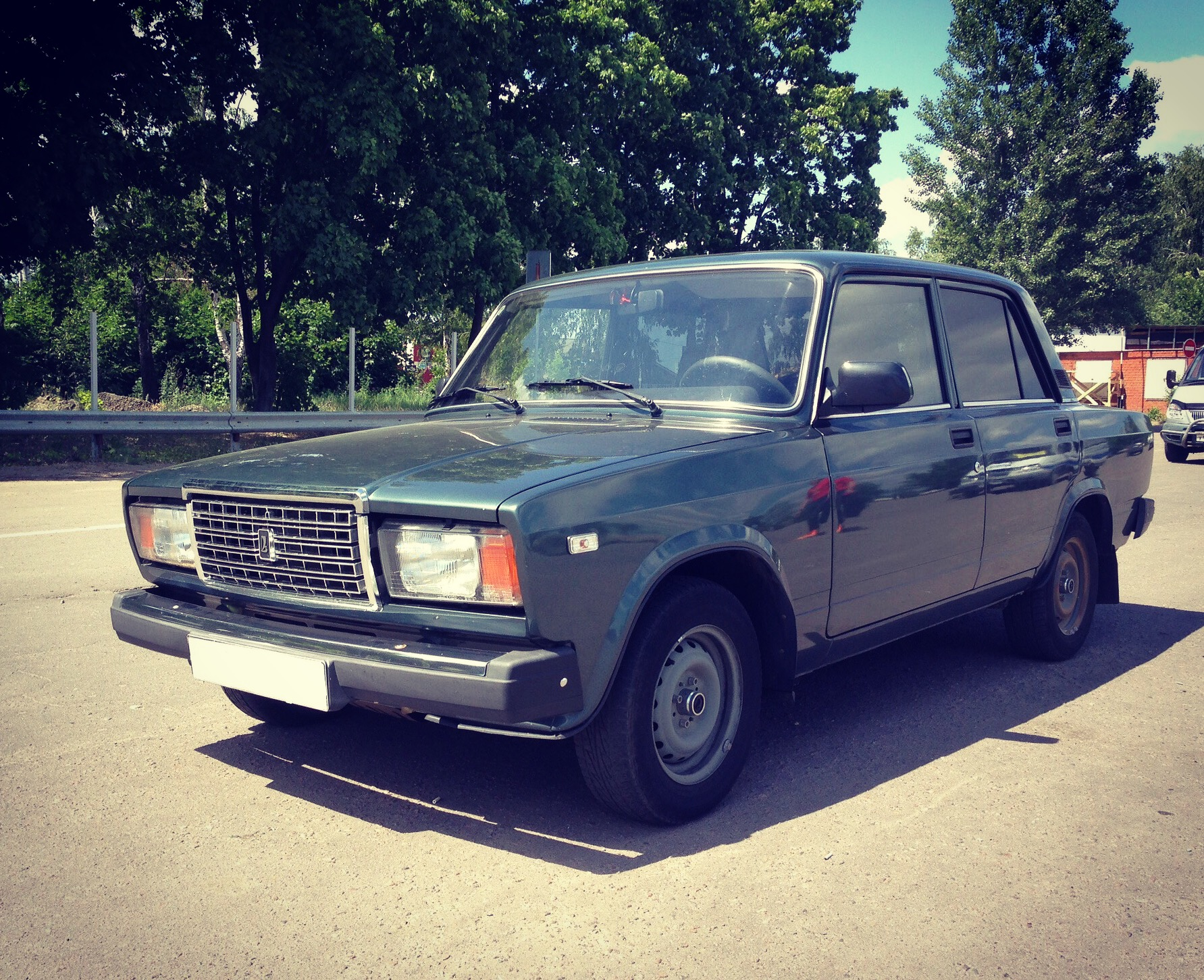
یک لادای ریوا

نمونه‌های اولیه همان‌طور که در تبلیغات لادا پیداست دقیقاً مشابه فیات ۱۲۴ بودند اما بعداً همراستا با تبلیغات کمونیستی خشک لادا در فنلاند رادیاتوری بزرگتر، کف ماشین تقویت شده، چراغ‌های چهارگوش، سپرهای جدید و چرخ‌های مدل دیگری روی آن قرار دادند که نتیجه شد لادا ریوا که تا ده‌ها سال تولید شد یا به کشورهای جهان سوم از هند و مصر گرفته تا بریتانیای مارگارت تاچر صادر شده یا امتیاز تولید داده شد.
لادای ریوا در بریتانیا برای مدتی خودروی افراد مظلوم و سرکوب‌شده لقب گرفت زیرا در زمان مارگارت تاچر نواحی صنعتی شمالی و بخش‌هایی از مرکز بریتانیا بیکاری شدیدی داشتند و لادا بسیار ارزان بود و مقاوم. در تخت گاز مقایسه‌ای کاملاً اتفاقی بین یک لادای ریوای ۱۹۹۹ با رینج‌روور آخرین مدل ۲۰۱۳ در گذر از چاله‌های آسفالت‌های خراب یک کارخانه قدیمی در مسکو انجام شد که منجر به پنچر شدن لاستیک رینج روور شد اما ریوا سالم ماند.
اگر تولید فیات ۱۲۴ با تولیدات لادای اولیه تولیاتی و لادای ریوا در هند، اسپانیا، بلغارستان، ترکیه، مصر و کره جمع زده شود حدود ۲۰ میلیون از این خودرو تولید شد و تا سال ۲۰۱۳ به عنوان دومین خودروی پرفروش تاریخ شناخته شده‌است.

## نگارخانه

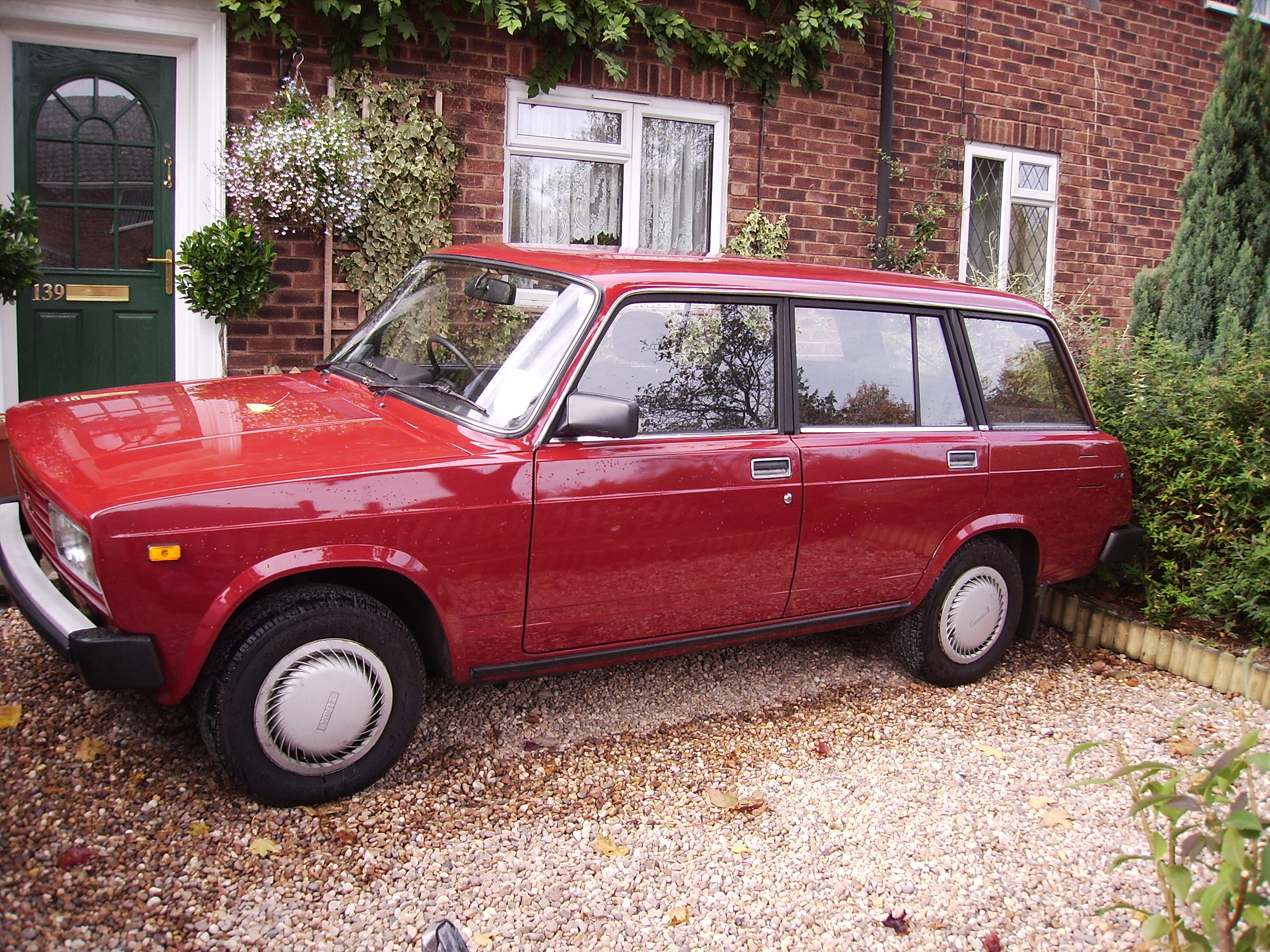
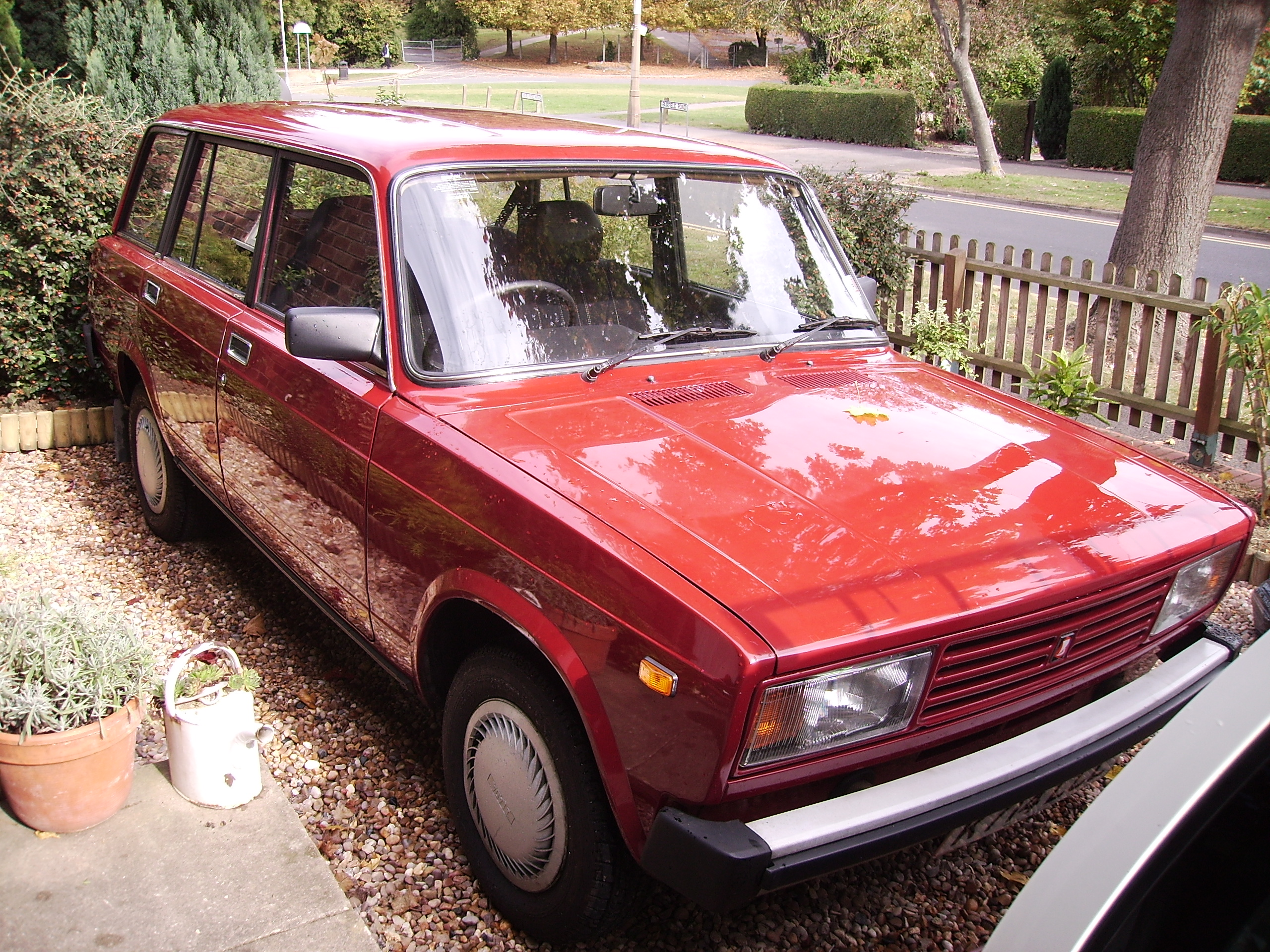
[[لادا ریوا]] 1500 Estate, Evesham
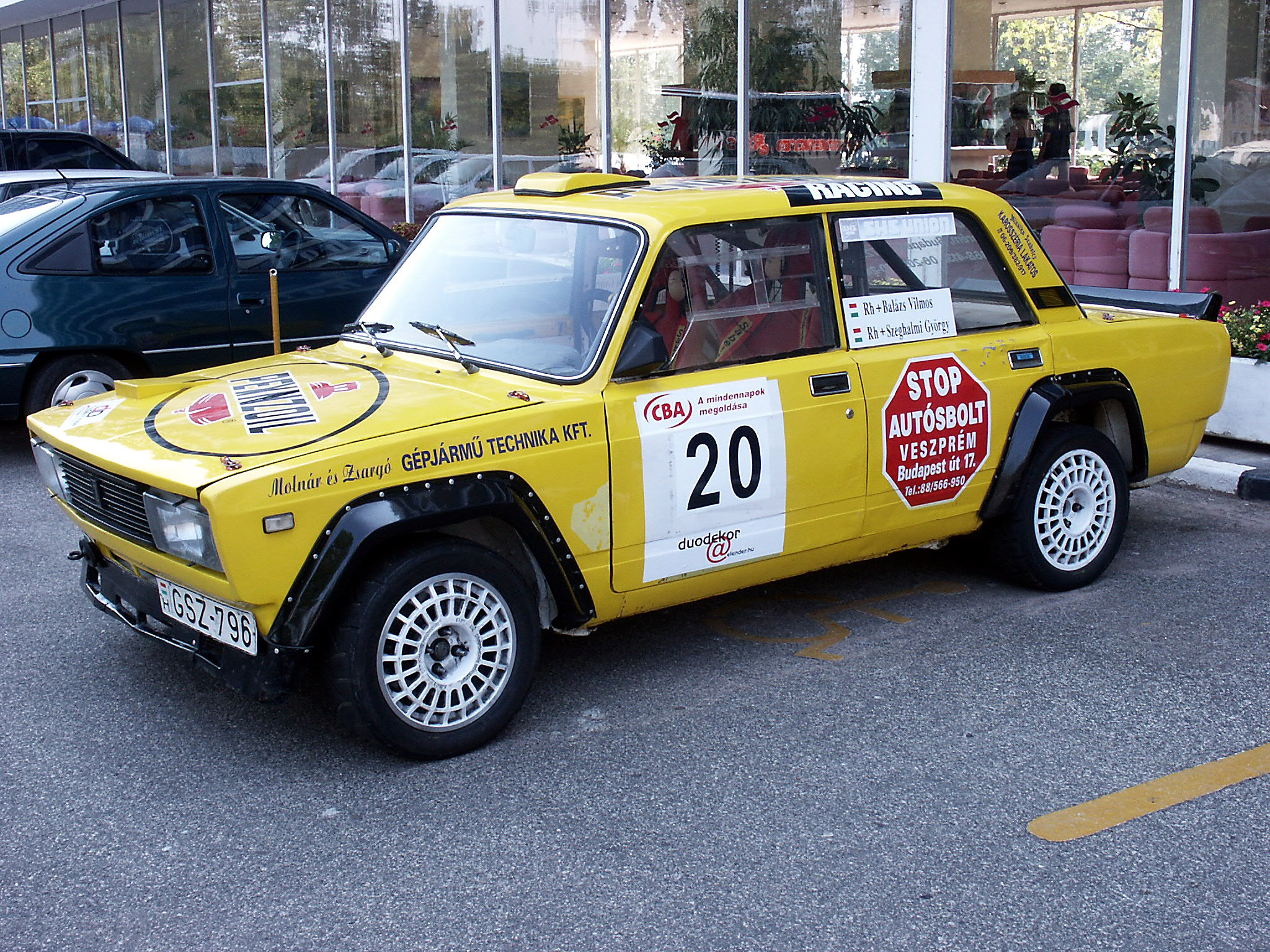
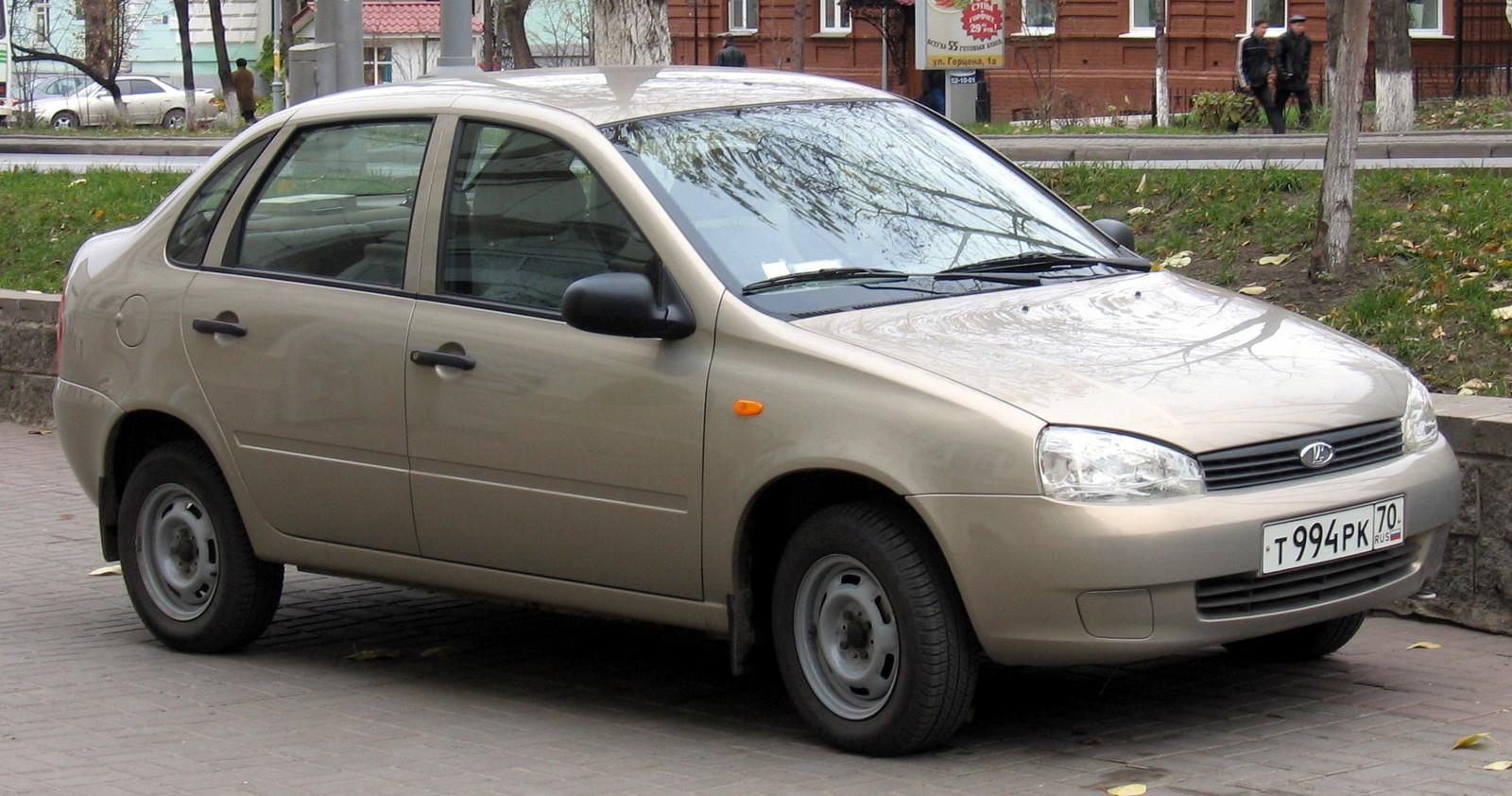
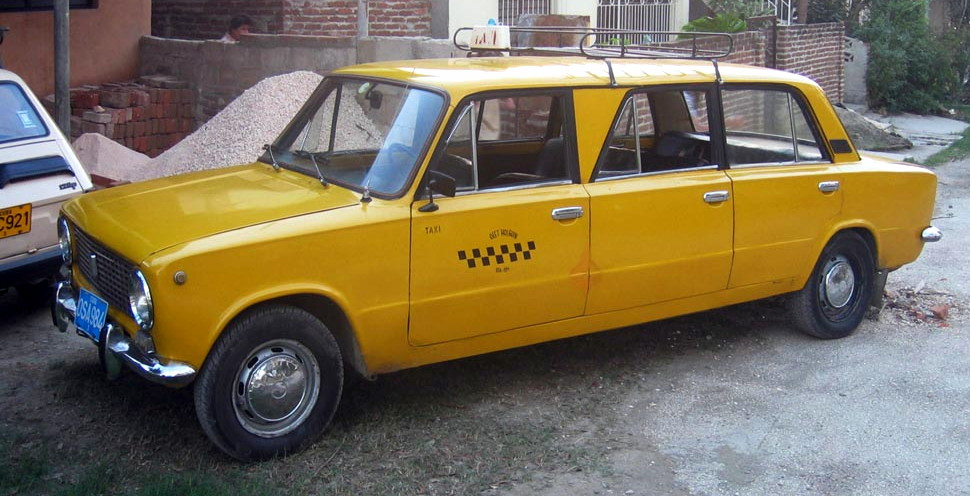
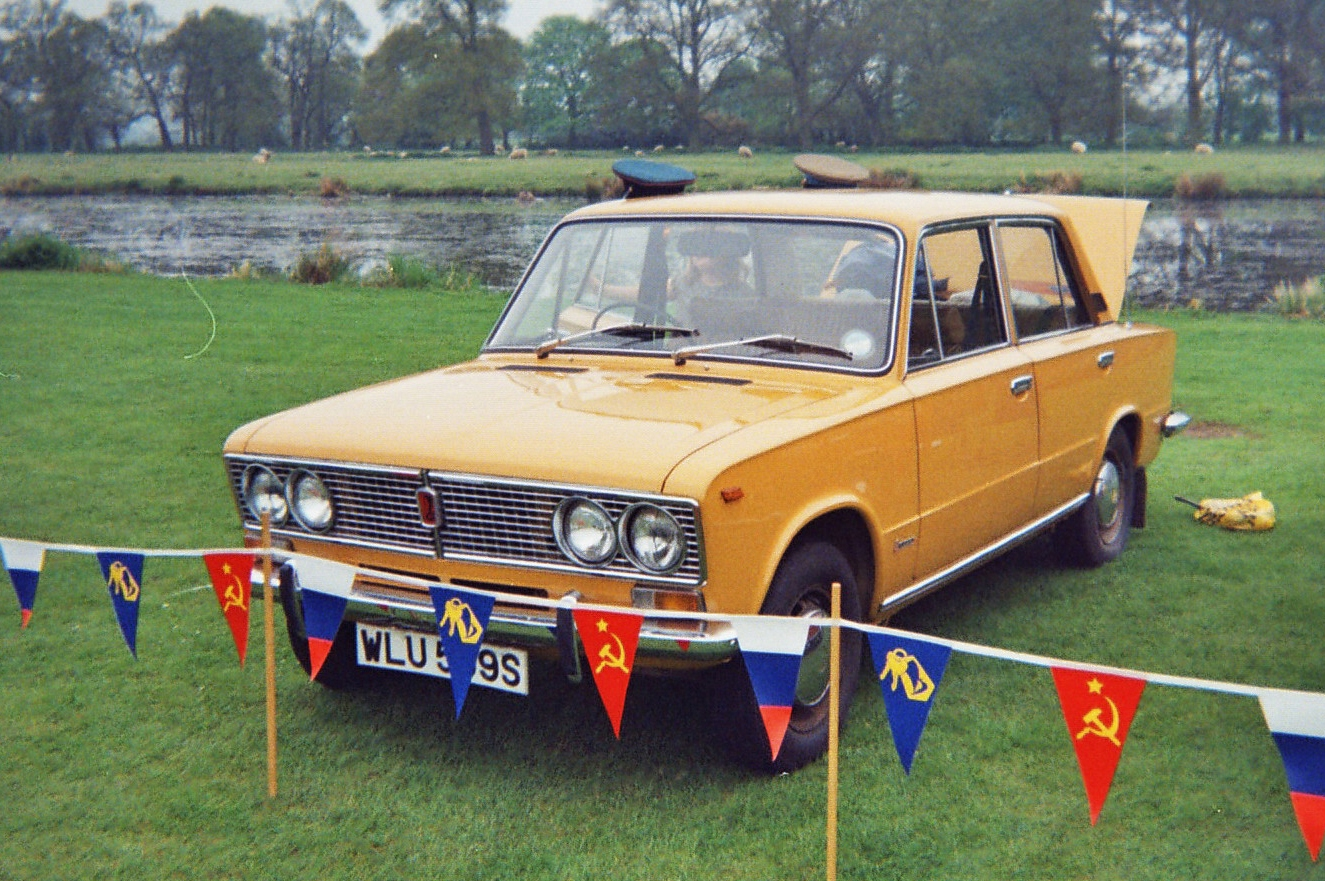
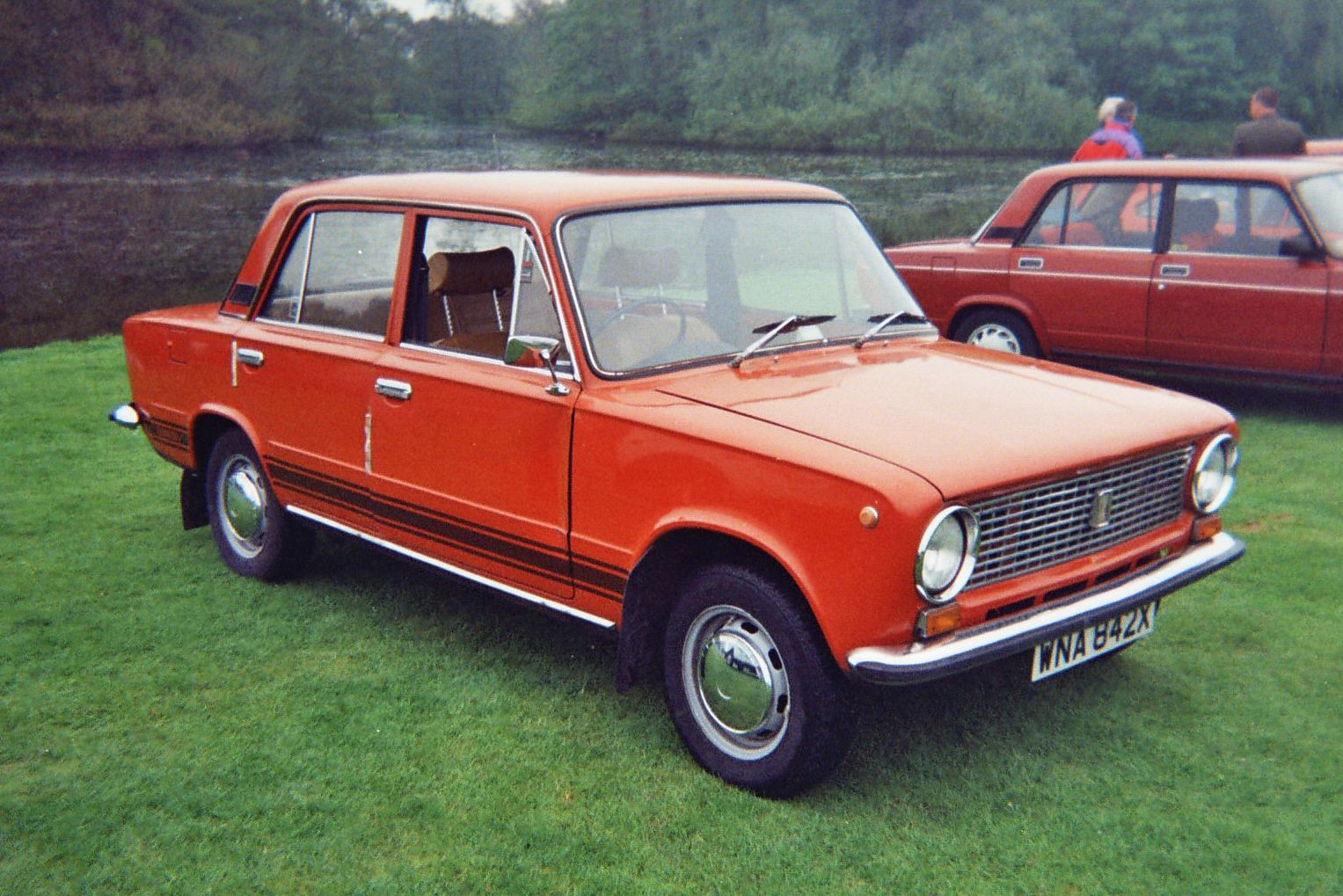
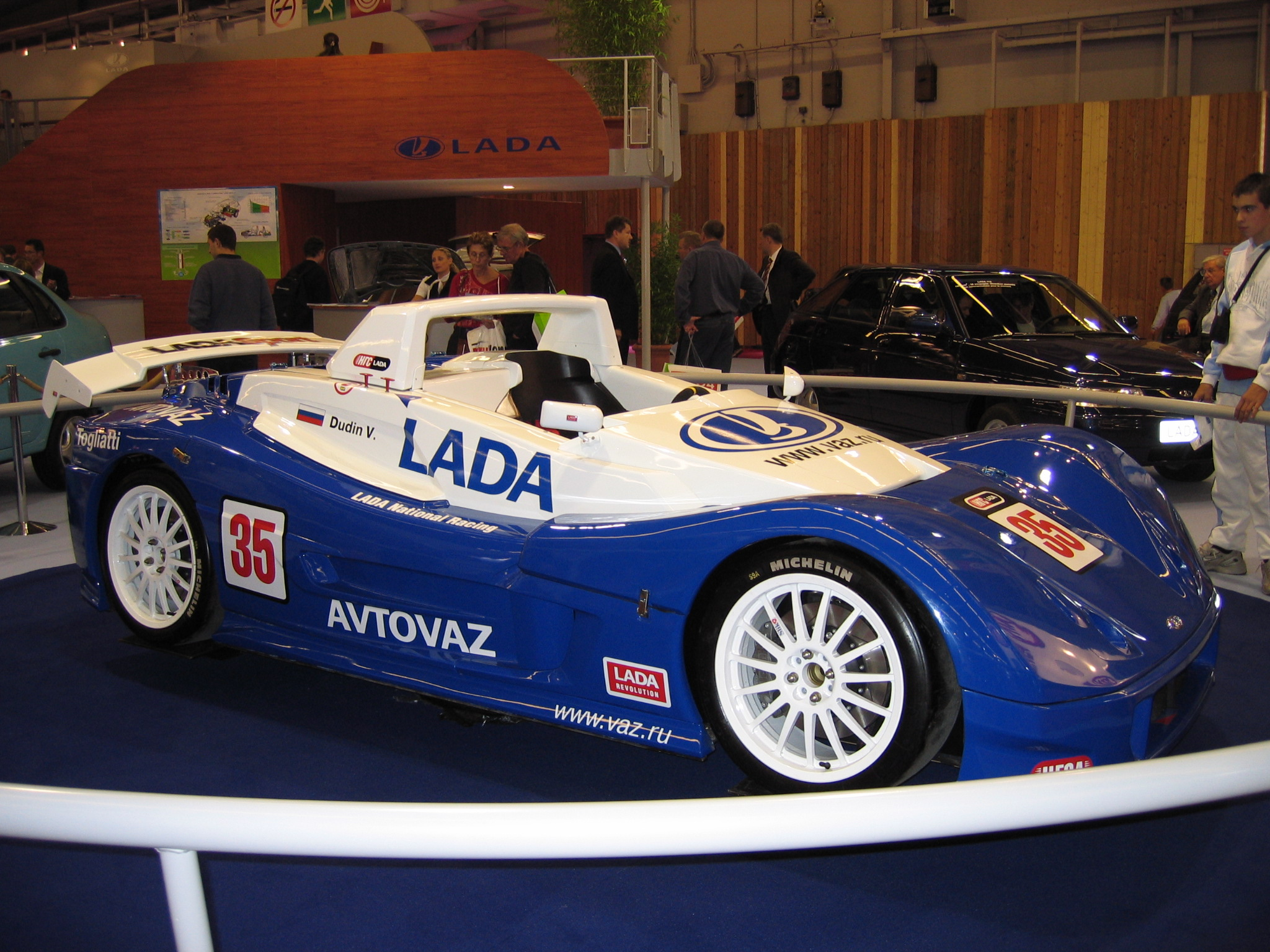
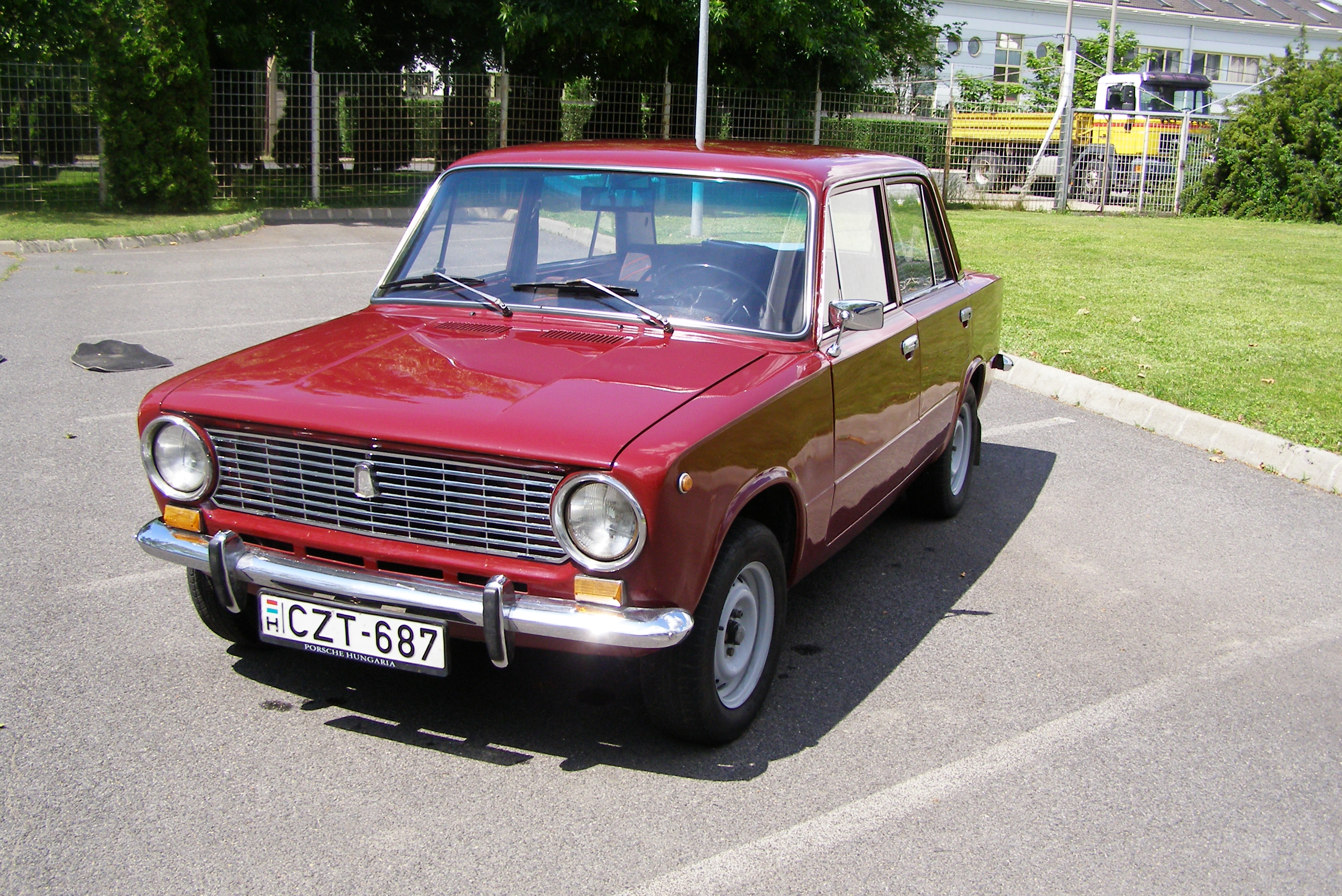
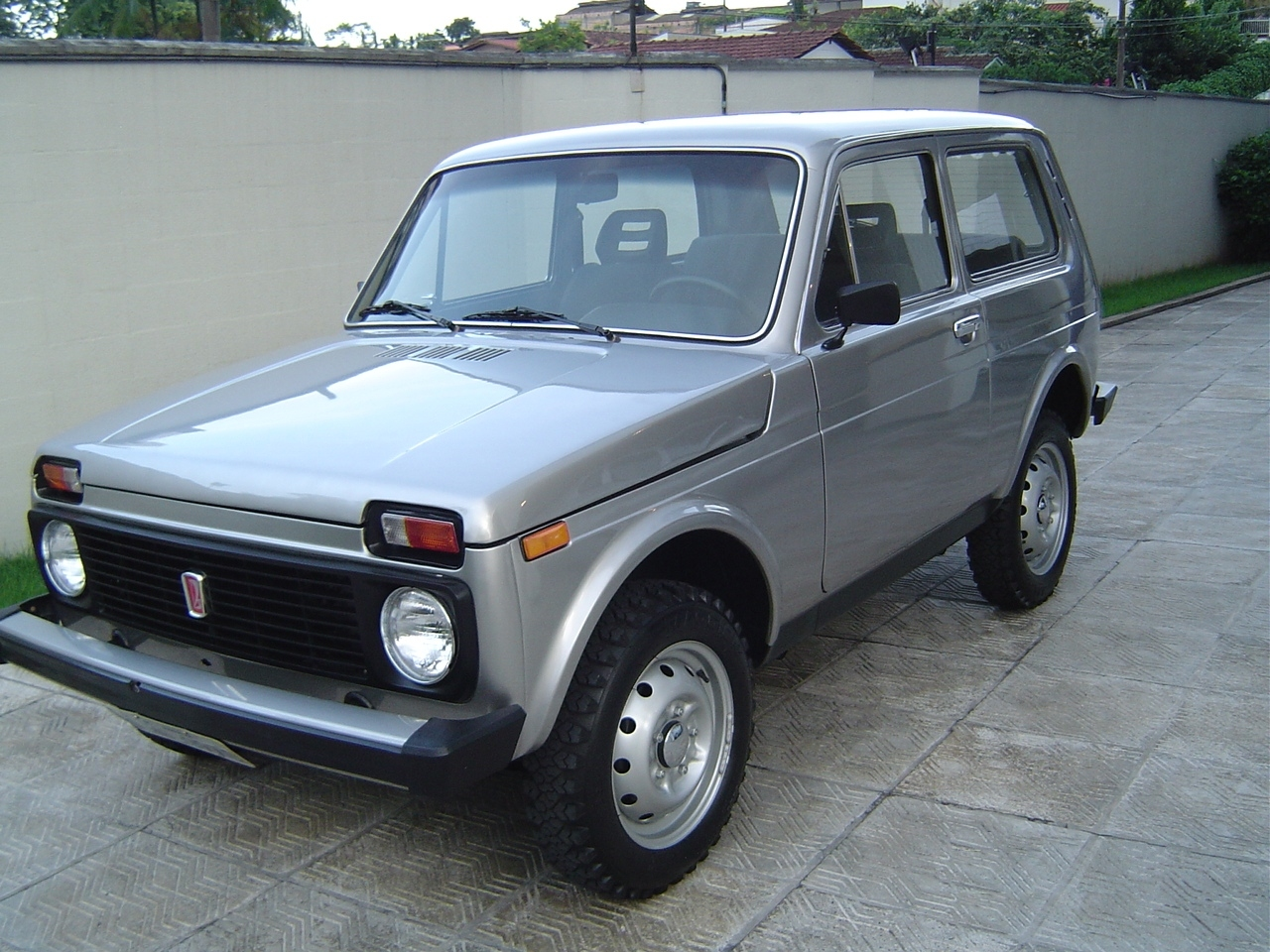
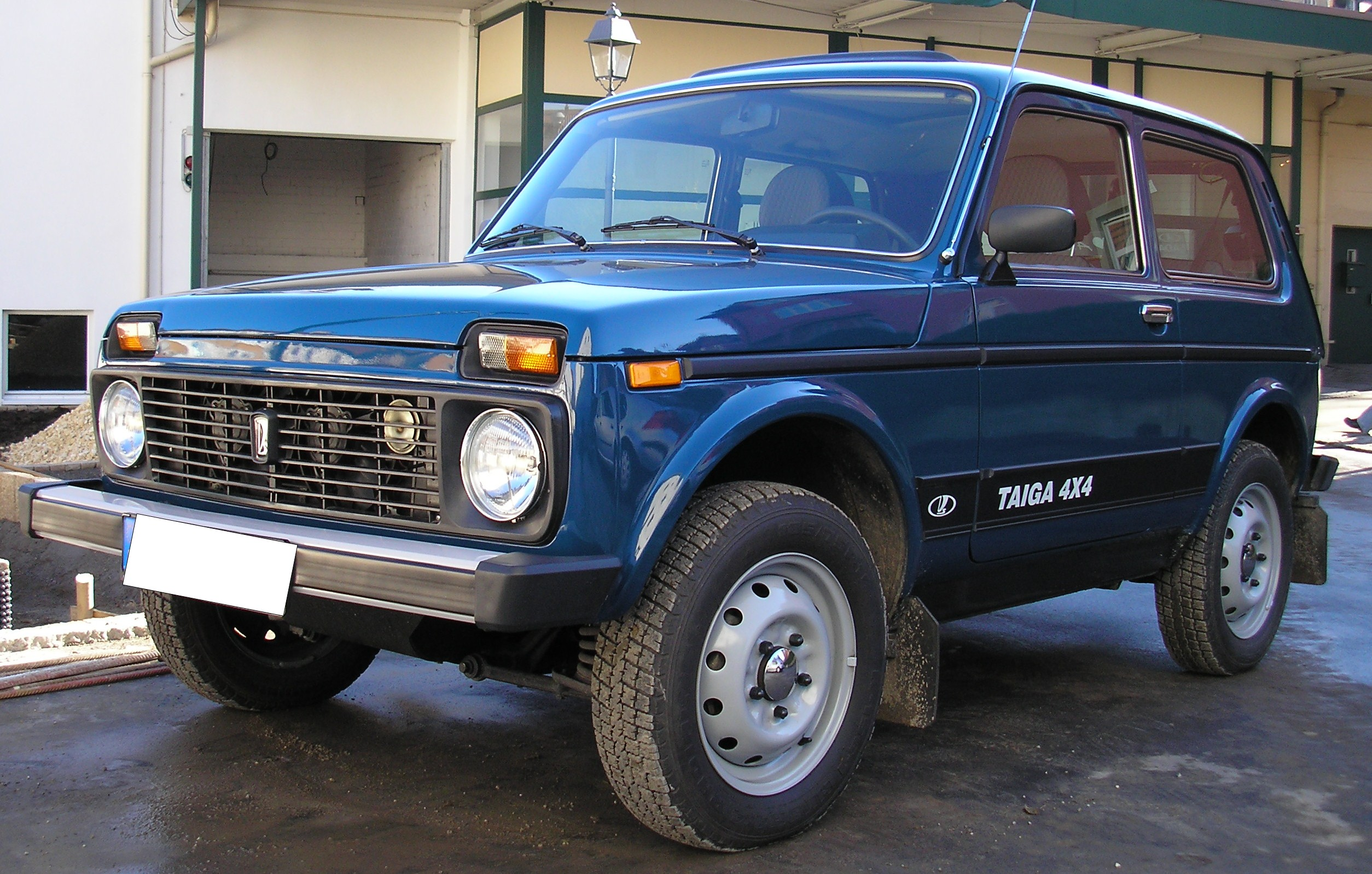
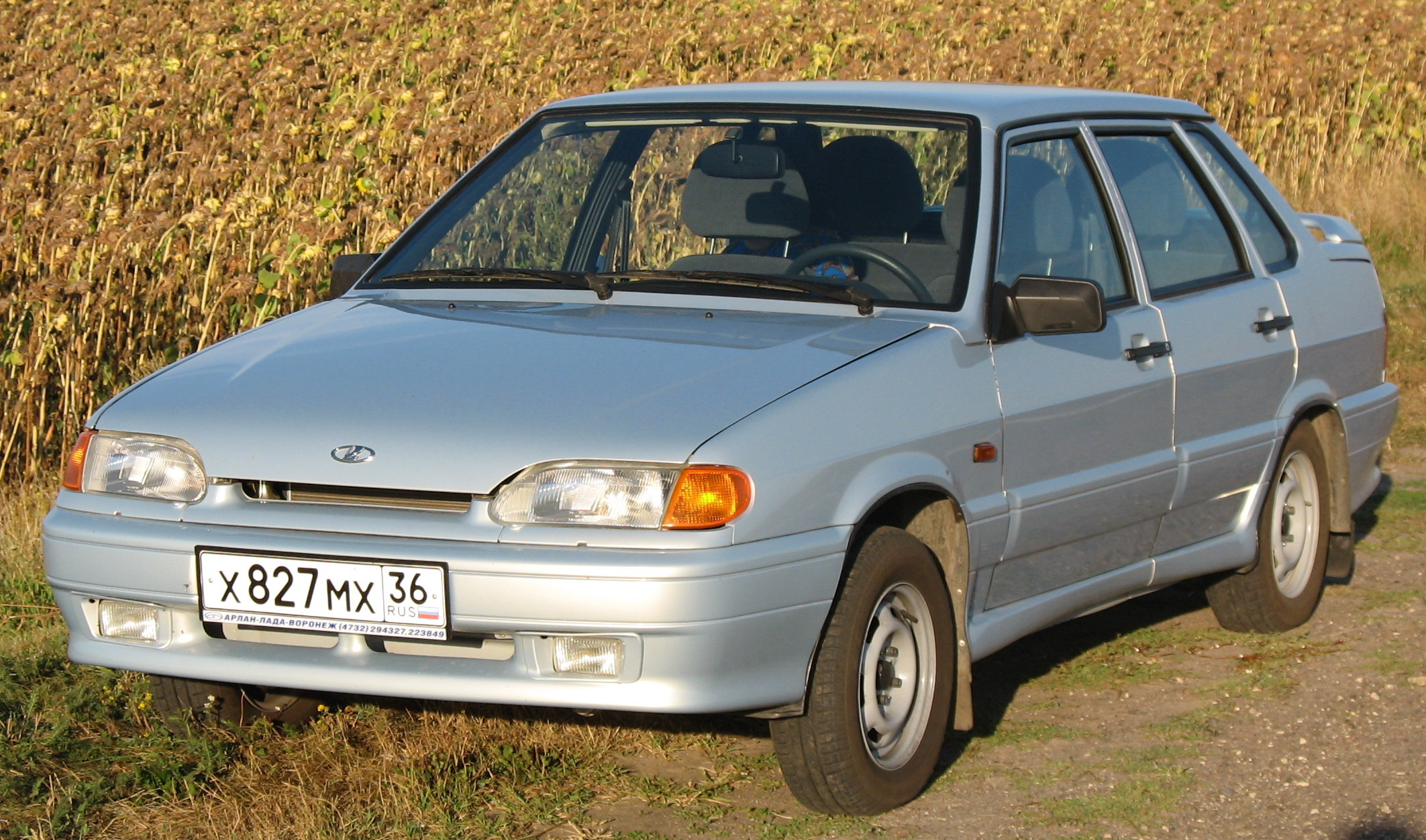
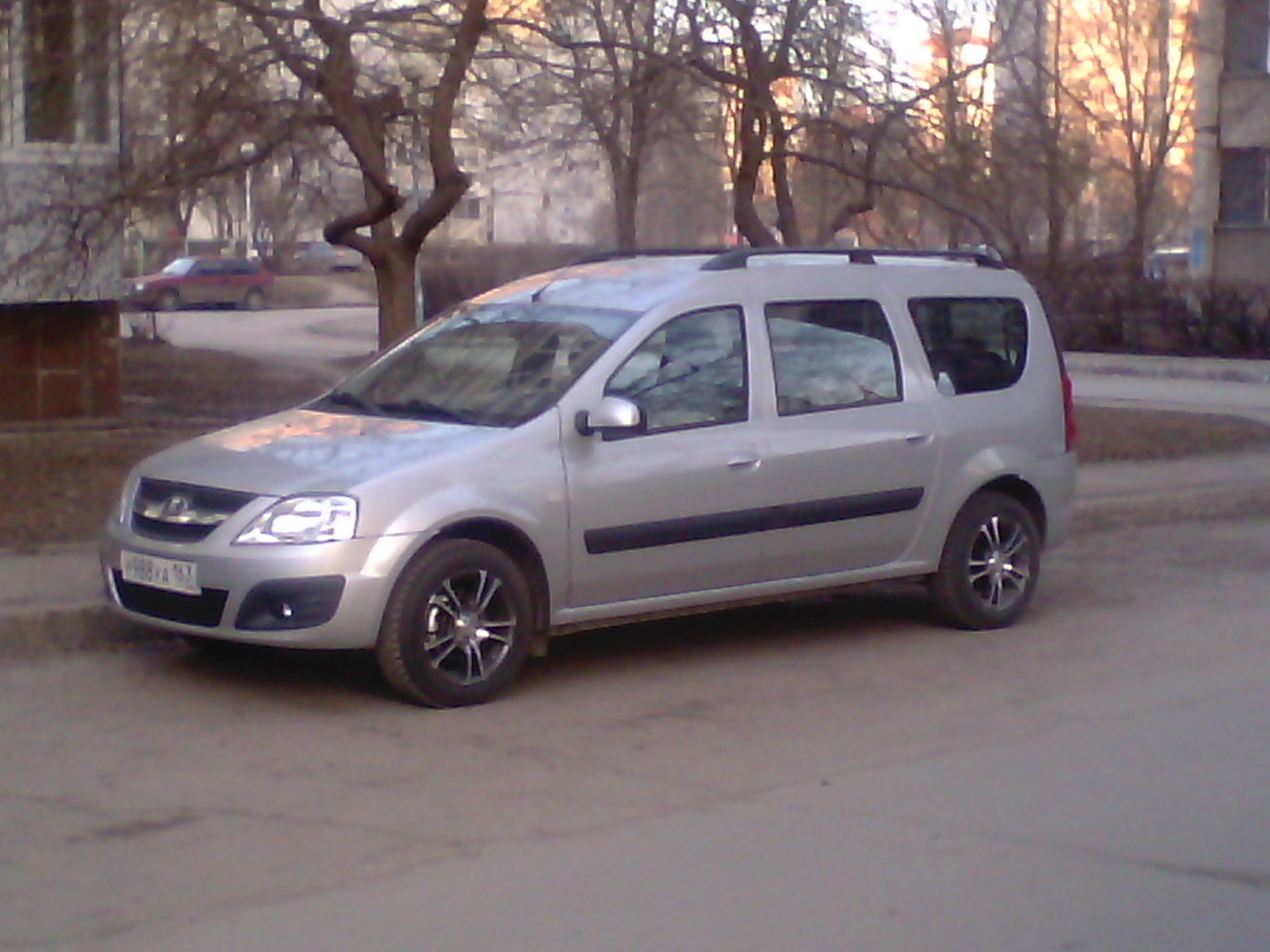
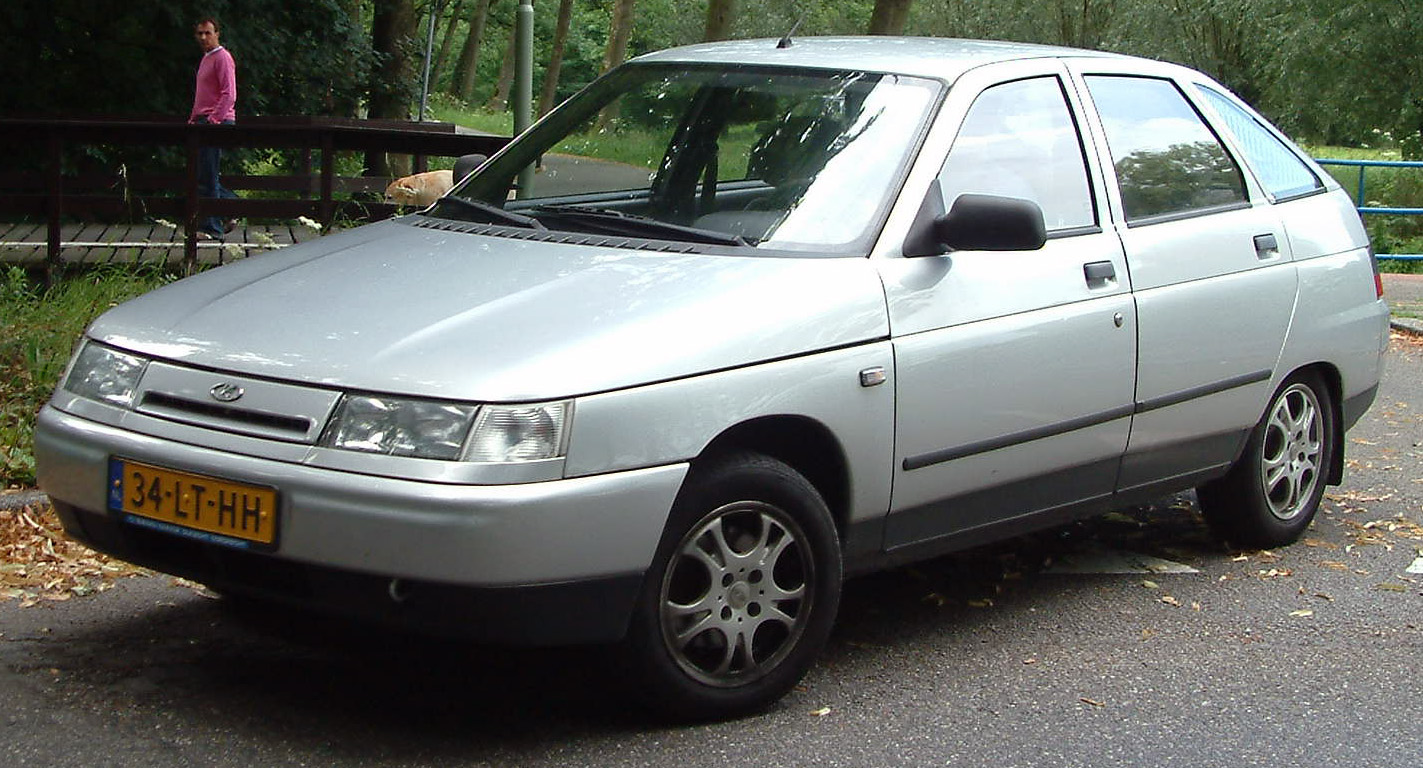
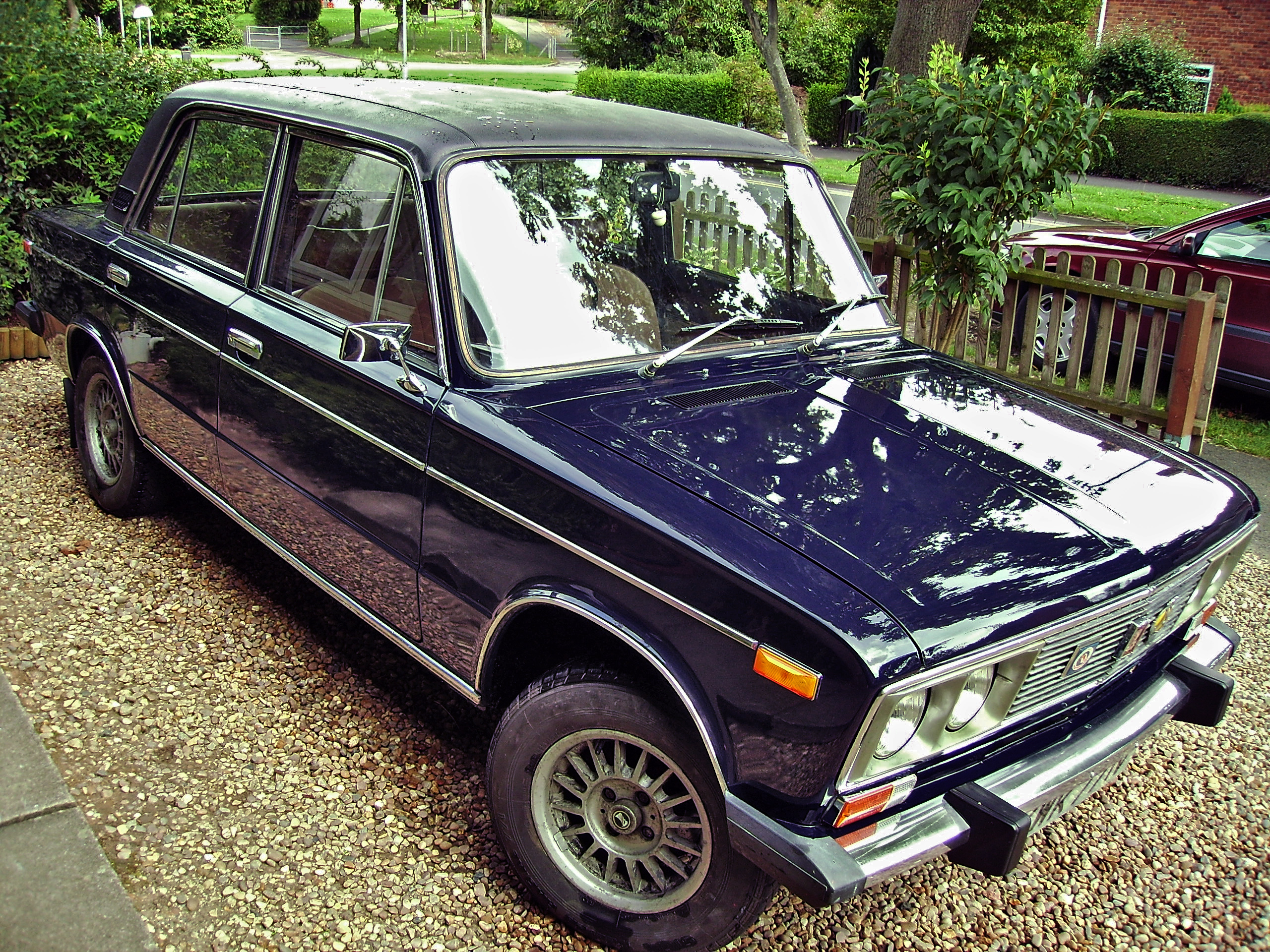
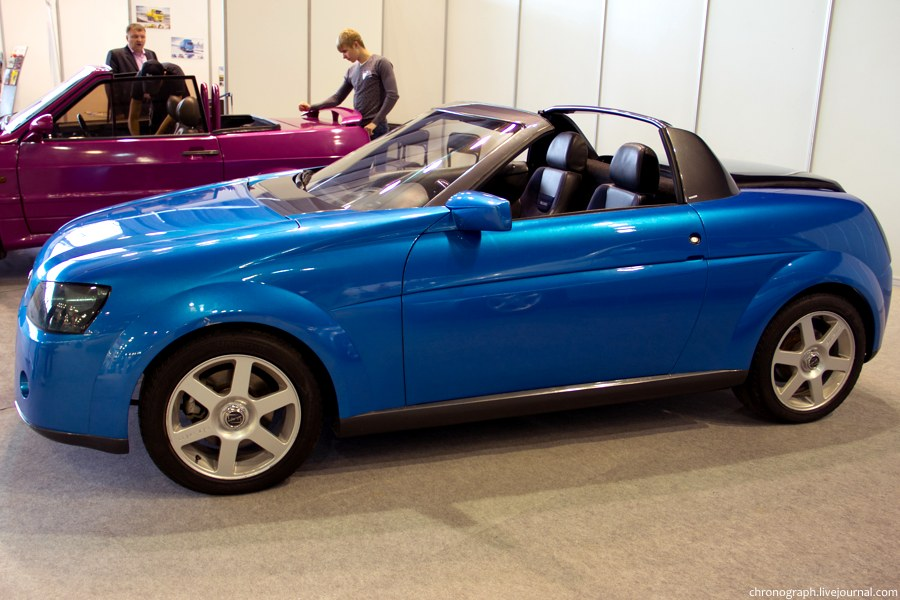
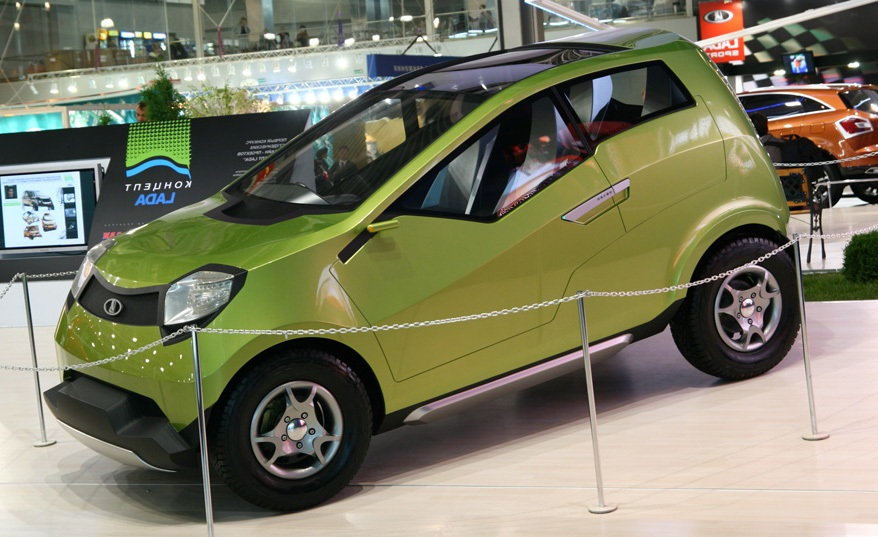
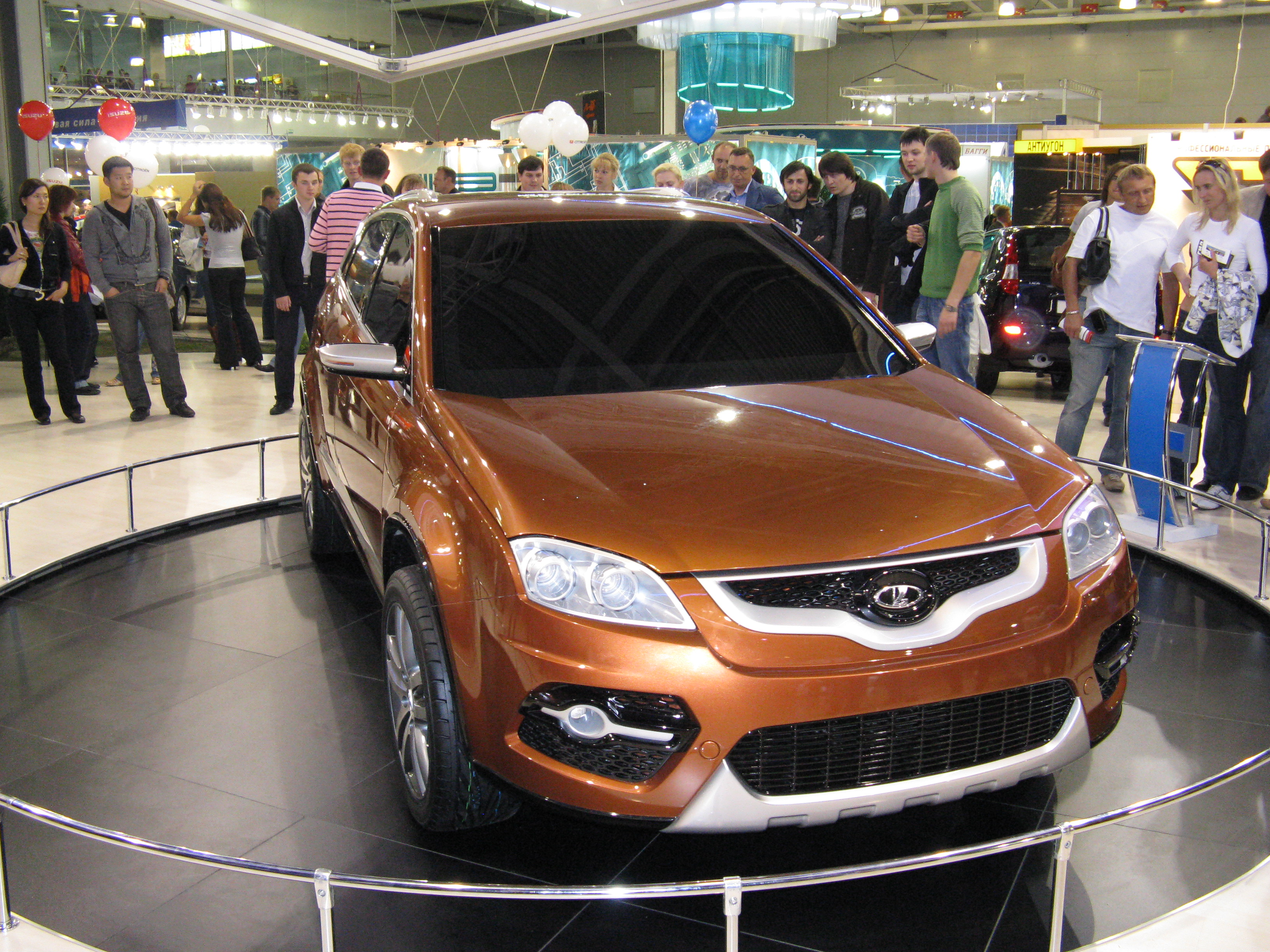
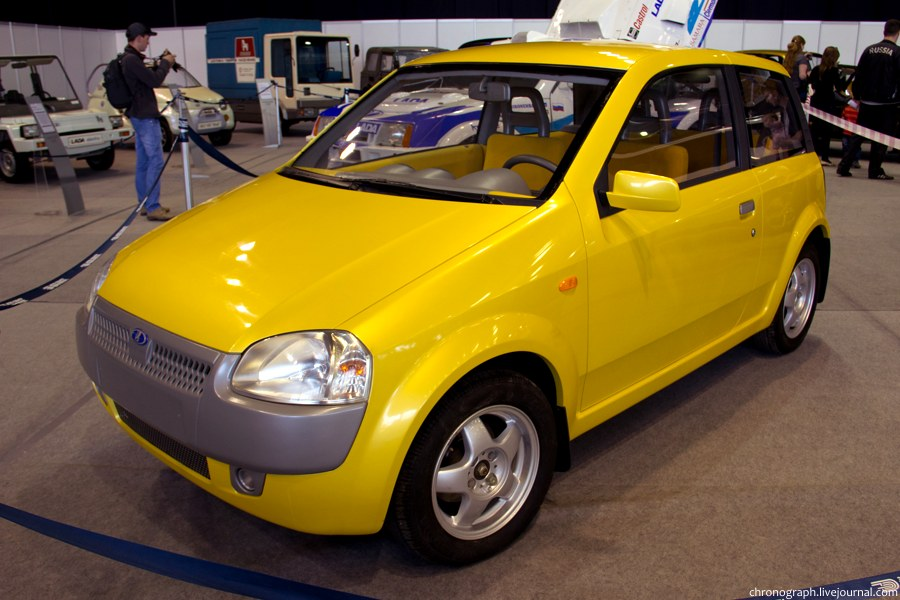
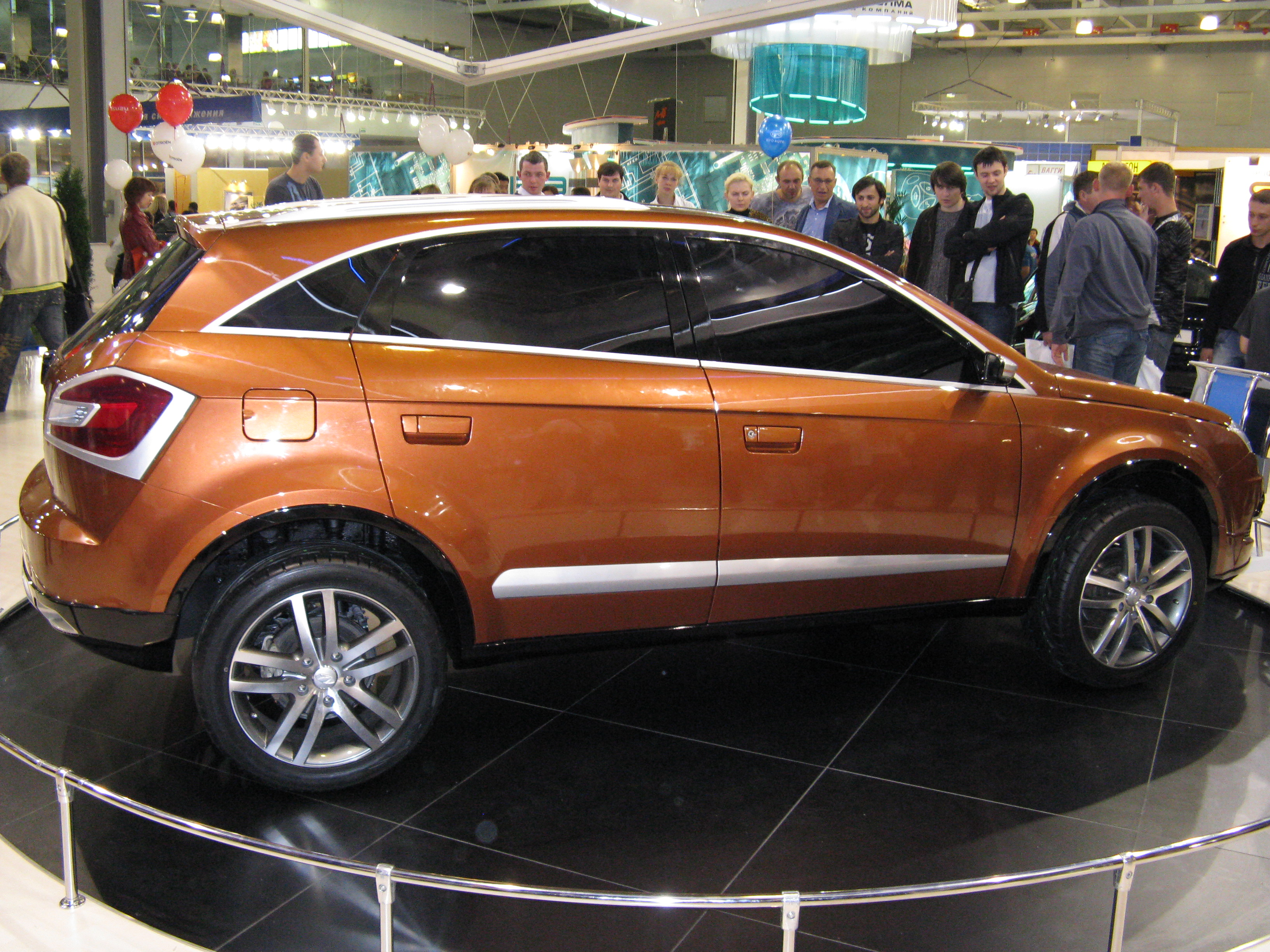
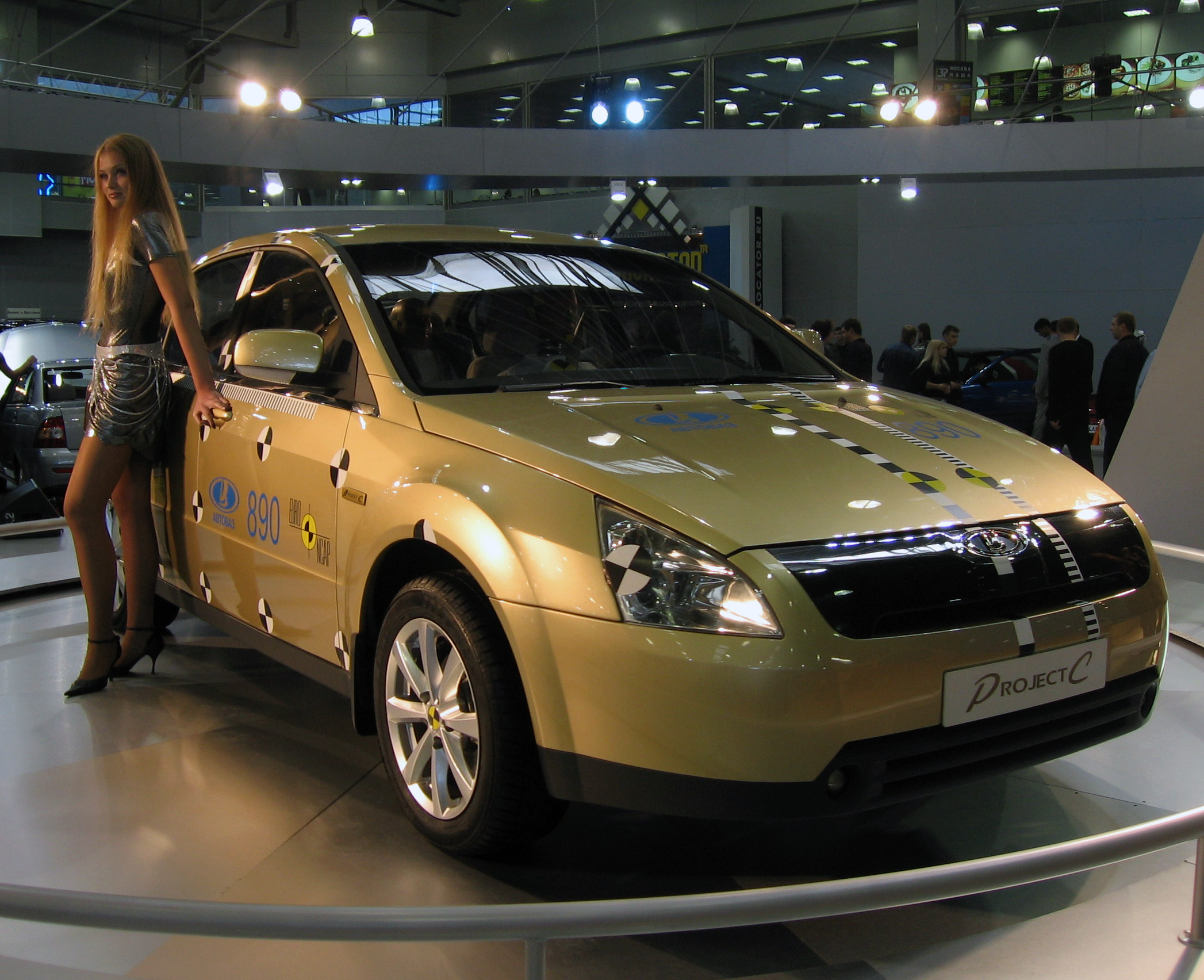
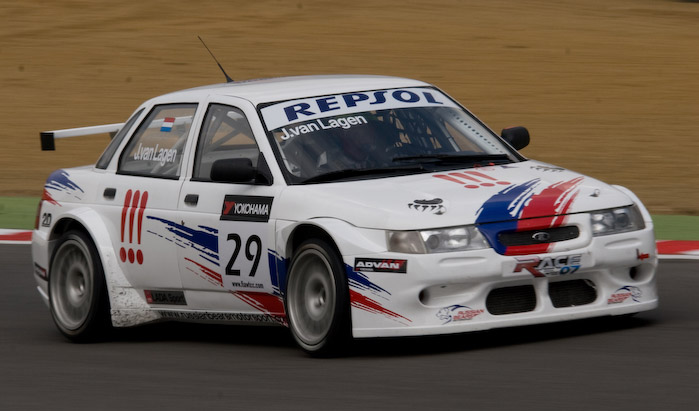
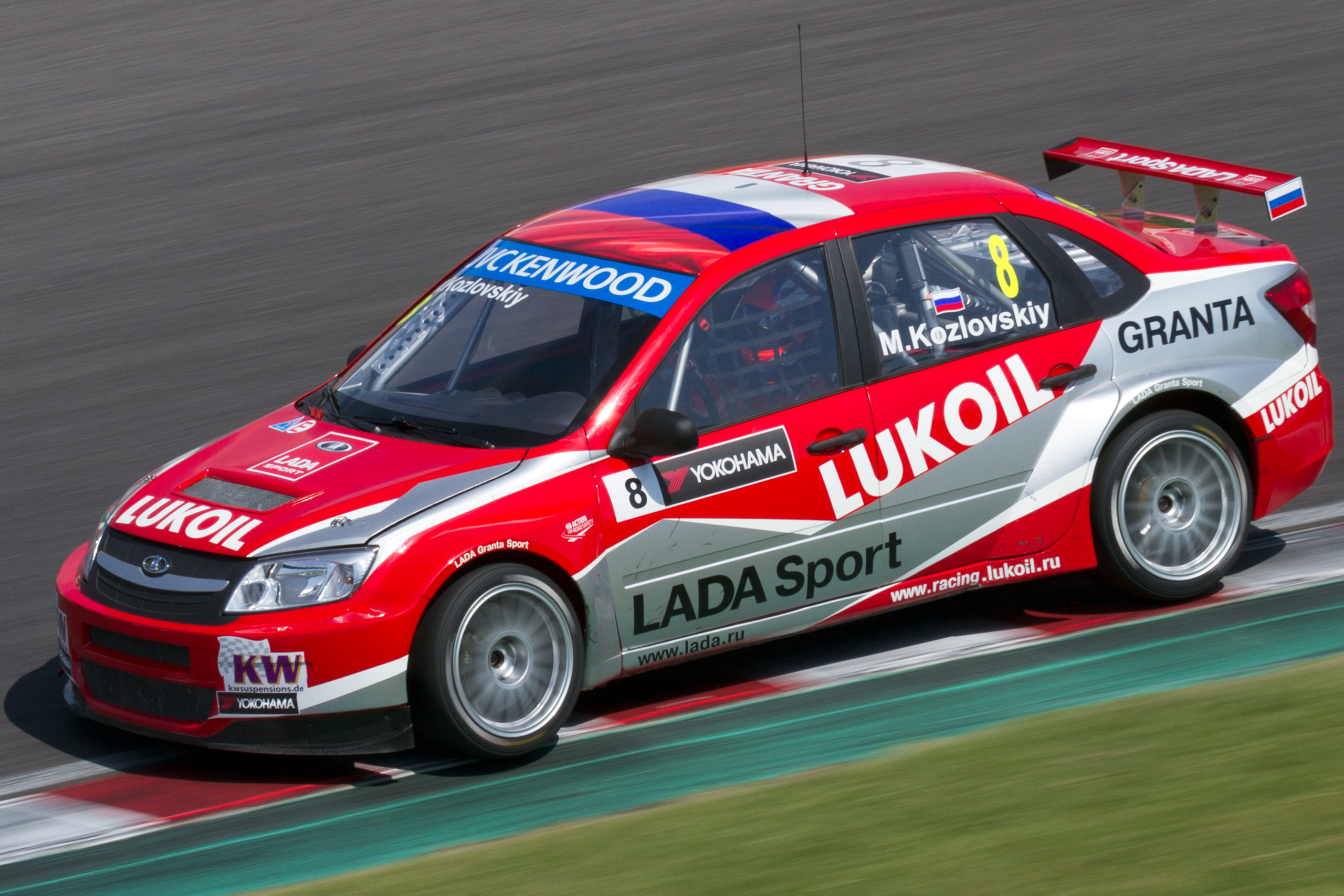
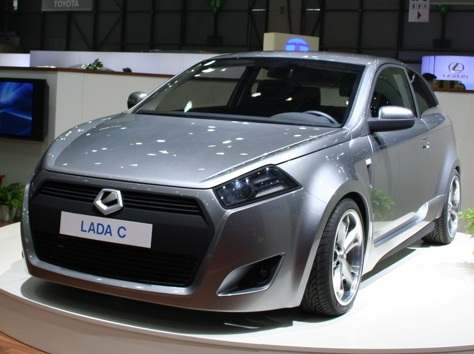

- ۱۹۹۳ لادا ریوا 1500 Estate Evesham